# Rhusopus cuneiformis
Rhusopus cuneiformis är en insektsart som beskrevs av Naudé 1926. Rhusopus cuneiformis ingår i släktet Rhusopus och familjen dvärgstritar. Inga underarter finns listade i Catalogue of Life.